# Биргинда
Биргинда́ (рос. Быргында, удм. Быргында) — присілок у складі Каракулинського району Удмуртії, Росія.
Населення — 618 осіб (2010; 663 у 2002).
Національний склад:
- марійці — 93 %